# 孔苌
孔苌（3世纪—4世纪），十六国时期后赵开国君主石勒部下将领。

## 生平
据《鸣沙石室佚书》所收伯希和写本《晋纪》“刘勿慝、孔苌（阙字）晋人则程瑕、徐光”，孔苌可能是胡人，和石勒十八骑之一的孔豚可能是同一人或同族。
永凤二年（309年）三月，汉国安东大将军石勒进犯巨鹿、常山，聚众十余万，聚集衣冠人物，号为君子营，以张宾为谋主，刁膺为股肱，夔安、孔苌、支雄、桃豹、逯明为爪牙，并州的胡人、羯人多追随他。
光兴二年（311年）四月，石勒发兵追赶西晋太傅东海王司马越的送丧队，俘获太尉王衍、襄阳王司马范、任城王司马济、武陵王司马澹、西河王司马喜、梁王司马禧、齐王司马超、吏部尚书刘望、廷尉诸葛铨、尚书郑豫、豫州刺史刘乔、太傅长史庾敳等，问孔苌：“我在天下间行走多时，还从没见过这样的人，需要留下他们吗？”孔苌回答说：“他们都是晋朝的王公大臣，终究不可以为我们所用。”于是石勒把他们都杀了。
嘉平二年（312年）二月，石勒在葛陂与聚集在寿春的晋军对峙，大雨不止，军中饥疫，死者大半，得知晋军将至，集合将佐商议。孔苌、支雄等三十余将请求趁晋军没有集结，各自率三百军队乘船分三十余路分兵夜攻寿春，斩晋将头，占据其城，抢其粮食，在当年就攻破丹杨，平定江南。石勒笑称这是勇将之计，各赐铠马一匹，但没有采纳而是撤军了。六月，石勒从葛陂北行，因一路皆坚壁清野，军队饿到互相吃。七月，石勒行军到东燕时听张宾之计，派支雄、孔苌从文石津绑木筏潜渡黄河，夺取汲郡坞堡首领向冰的船，石勒引兵从棘津渡河，大破向冰，尽得其钱财储粮，军势复振，因而长驱到邺城，本已降晋的原汉国长史临深、将军牟穆等又率众投降石勒。
十二月，段部鲜卑首领西晋辽西公段疾陆眷屯于渚阳，对石勒作战屡战屡胜，大造攻具将要攻打襄国，石勒军很害怕，石勒召集将佐合计，说要全军决战，诸将建议坚守以疲敌，等其退兵再攻击。石勒看向张宾、孔苌问二人的看法，二人认为段氏鲜卑在鲜卑中最勇悍，精兵都在最勇悍的段疾陆眷从弟段末柸处，段军远道而来又连日作战一定轻敌懈怠，应该不出战以示弱，其实将北城凿出二十多个突门，出其不意直取段末柸营帐，敌军必定惊骇来不及计划，必定可破，只要击破段末柸，其他军队也不攻自溃。石勒采纳，以孔苌为攻战都督，在北城造突门，登城看到段军将士有的已经放下武器睡觉，就让孔苌督锐卒从突门出击，城上击鼓助威。孔苌与段末柸交战后伪退诱其来追，段末柸追入营门后被俘，段疾陆眷等军都退走，孔苌乘胜追击，枕尸三十余里，获得铠马五千匹。
嘉平三年（313年）五月，石勒派孔苌攻打定陵，杀兖州刺史田徽，青州刺史薄盛率所部投降石勒，山东郡县相继为石勒所取。汉帝刘聪以石勒为侍中、征东大将军。乌桓也秘密依附石勒。
麟嘉元年（316年）十一月，石勒以孔苌为前锋都督，自己以伏兵大破晋代国信义将军箕澹步骑二万，获铠马万计。箕澹、左将军卫雄率千余骑奔代郡，乐平太守韩据弃城而逃，并州震骇。孔苌追杀箕澹到桑干。十二月，孔苌攻杀箕澹于代郡。孔苌等又攻贼帅马严、冯䐗，久而不克，石勒听张宾计谋，召回孔苌等，任武遂令李回为易北督护，兼高阳太守，变剿为抚，马严遭部下背弃投水自杀，冯䐗率众投降。
光初二年（319年），石勒建立后赵，称赵王。四月，孔苌攻取幽州诸郡。赵王二年（320年）正月，石勒知晋冀州刺史邵续势孤，遣从子侍中开府中山公石虎率兵围厌次，孔苌攻邵续别营十一处，都攻克，次月俘获邵续，邵续部下推段疾陆眷弟晋幽州刺史段匹磾为主。六月，孔苌攻打段匹磾，攻陷段匹磾弟段文鸯十余营，恃胜而不设备，被段文鸯袭击大破。赵王三年（321年）三月，石虎攻段匹磾于厌次，孔苌攻破段匹磾治下诸城，赵军随即俘获段文鸯、段匹磾，后来将他们和邵续都杀害了。
此后史书再无记载孔苌的活动。